# August Stöber

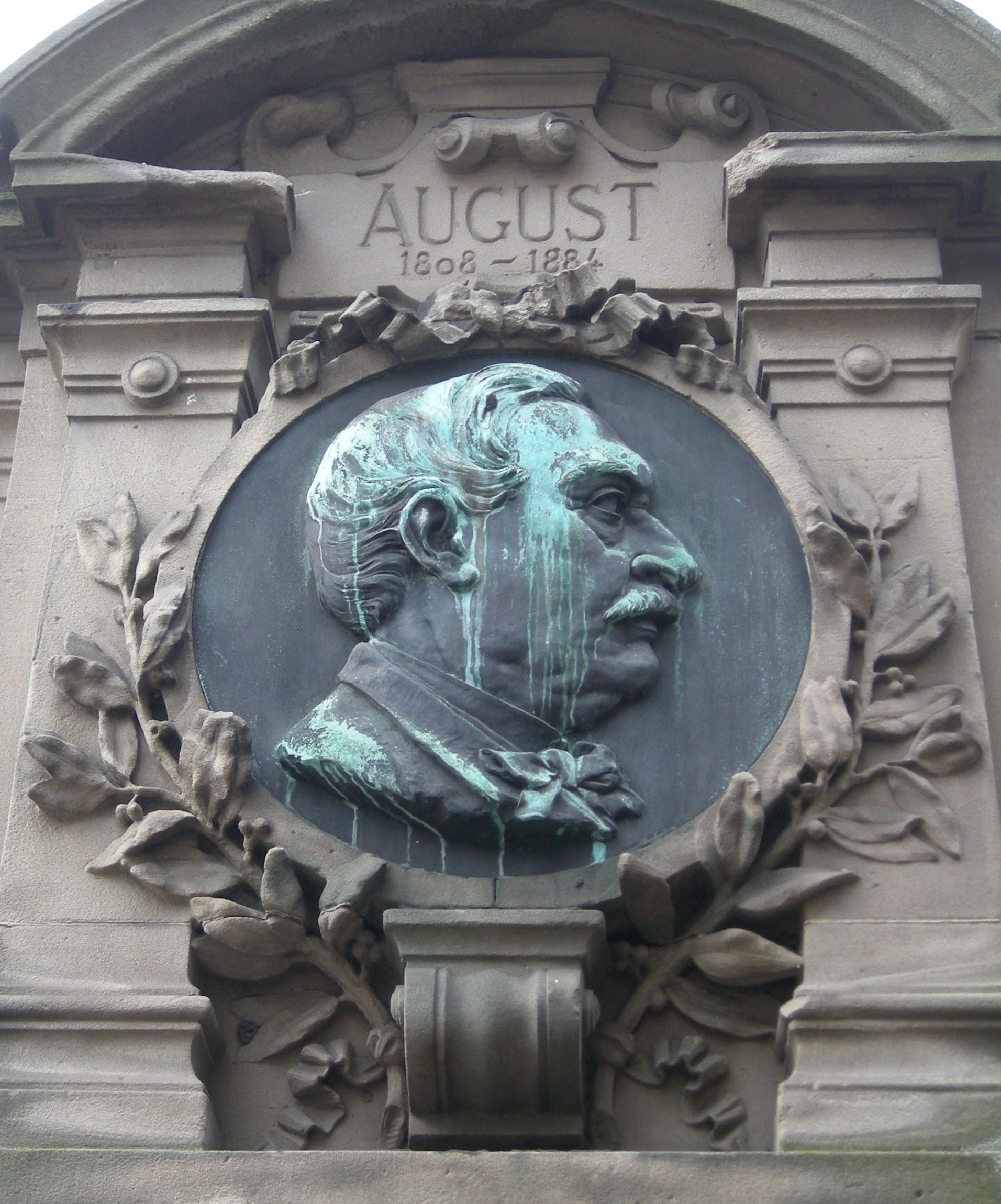
Denkmal in Straßburg

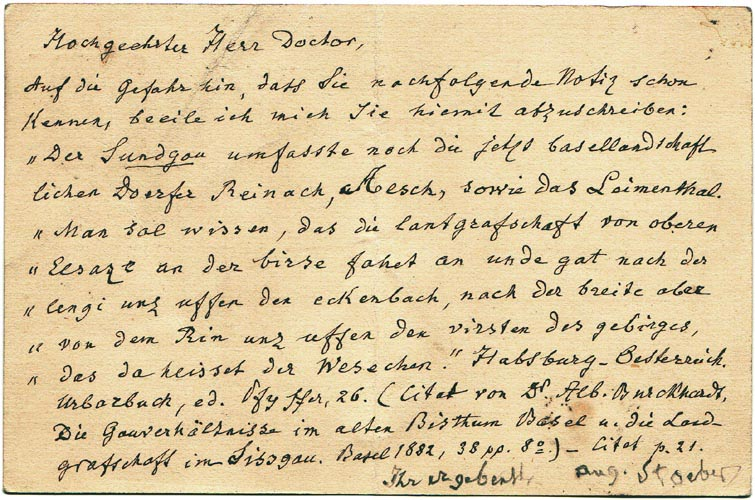
Autographe Postkarte

August Daniel Ehrenfried  Stöber (* 9. Juli 1808 in Straßburg; † 19. März 1884 in Mülhausen) war ein elsässischer Schriftsteller und Regionalhistoriker.

## Leben
August Stöber war der Sohn von Ehrenfried Stoeber (1779–1835) und Bruder von Adolphe Stoeber. Von 1838 bis 1841 wirkte er als Lehrer in Oberbronn, anschließend bis 1873 in Mülhausen.
Stöber schrieb nicht nur Gedichte und Erzählungen (auch in elsässischer Mundart), sondern erforschte auch Geschichte und Literatur seiner Heimat. Die bedeutendste elsässische Sagensammlung im 19. Jahrhundert stammt von ihm. Er war Herausgeber des Jahrbuchs 
Alsatia, Jahrbuch für elsässische Geschichte, Sage, Alterthumskunde, Sitte, Sprache und Kunst.

## Werke (Auswahl)
- Daniel oder der Straßburger auf der Probe. Lustspiel mit Gesängen in zwei Aufzügen. Zum Theil in elsässischer Mundart. Digitalisat
- Peter von Hagenbach, burgundischer Landvogt im Sundgau und Elsaß. 1469–1474, In: Alsatia, Jahrbuch für elsässische Geschichte, Sage, Alterthumskunde, Sitte, Sprache und Kunst,  Mülhausen 1850 (2. Aufl. 1851), S. 9–27.
- Der Buchsweiler Weiberkrieg und die letzten Grafen von Lichtenberg. In: Alsatia, Jahrbuch für elsässische Geschichte, Sage, Alterthumskunde, Sitte, Sprache und Kunst, Jahrgang 1851, J. P. Rißler, Mülhausen 1851, S. 10–18.
- Nekrologie. Adam Walther Strobel, in: Alsatia, Jahrbuch für elsässische Geschichte, Sage, Alterthumskunde, Sitte, Sprache und Kunst, Jahrgang 1851, Verlag J. P. Rißler, Mülhausen 1851, S. 202–203.
- Das vordere Illthal, nebst einem Anhang über das ehemalige Schloss Brunnstadt, topographisch und historisch geschildert, J. P. Rißler, 2. Auflage,  Mülhausen  1861 (Google Books)-